# Bantang
Bantang is een bestuurslaag in het regentschap Bangli van de provincie Bali, Indonesië. Bantang telt 1361 inwoners (volkstelling 2010).